# Управление Министерства обороны Российской Федерации по контролю за выполнением договоров

Эмблема НЦУЯО

Эмблема инспекционной группы

Управление Министерства обороны Российской Федерации по контролю за выполнением договоров (Национальный Центр по уменьшению ядерной опасности, НЦУЯО) — центральное управление в составе Министерства обороны России. Занимается организацией выполнения международных договоров и соглашений по ограничению вооружённых сил и вооружений, укреплению мер доверия в военной области и организацией контроля за их выполнением другими государствами—участниками международных договоров и соглашений.
Управление осуществляет три вида деятельности:
- уведомленческая;
- инспекционная;
- оперативная, организационно-плановая и аналитическая.

К функциональным задачам НЦУЯО относятся общее руководство и организация выполнения договоров и соглашений; планирование деятельности в Вооружённых Силах по выполнению международных договоров и соглашений; координация деятельности федеральных органов исполнительной власти по вопросам соблюдения международных обязательств; организация руководства российскими инспекционными группами и сопровождение иностранных инспекционных групп; учет состояний иностранных и российских объектов контроля и вооружений.
Осуществляется организация и несение круглосуточного дежурства на пункте управления НЦУЯО в Москве.

## Договоры в компетенции НЦУЯО
В настоящее время в компетенции Управления находятся вопросы выполнения 16 международных договоров и соглашений:
- Глобальный обмен военной информацией
- Гаагский кодекс поведения по предотвращению распространения баллистических ракет
- Договор о запрещении ядерных испытаний
- Договор о ликвидации ракет средней и меньшей дальности
- Договор о СНВ
- Договор об обычных вооруженных силах в Европе
- Договор по открытому небу
- Документ о мерах укрепления доверия и безопасности на Черном море
- Договор об ограничении подземных испытаний ядерного оружия
- Соглашение об уведомления о пусках баллистических ракет и космических ракет-носителей
- Соглашение об уведомлениях о крупных стратегических учениях
- Соглашение об уведомлениях о пусках межконтинентальных баллистических ракет и баллистических ракет подводных лодок
- Шанхайское Соглашение с Китайской Народной Республикой 1996 года
- Московское Соглашение с Китайской Народной Республикой 1997 года